# Mira (Cuenca)
Mira es un municipio y localidad española de la provincia de Cuenca, en la comunidad autónoma de Castilla-La Mancha. El término municipal, situado en la comarca de la Serranía Baja, tiene una población de 921 habitantes (INE 2024).

## Toponimia
El origen del nombre no está del todo claro; según algunos diccionarios de topónimos se le concede el significado que el DLE otorga a mira en las fortalezas antiguas, es decir, obra que por su elevación permitía ver bien el terreno. En 1866, el historiador Trifón Muños y Soliva afirmó que podría venir de la palabra hebrea Schamira, ‘guarda, centinela, custodio’; y de ella se quedó en Mira. Mucho más reciente es la opinión de Bernat Mira Tormo, quien ha estudiado con gran interés la toponimia ibérica, y asegura que Mira es uno de los hidrónimos ibéricos, citados desde la antigüedad y cuyo significado sería ‘El río’. De este hidrónimo y sus derivados, existiría una gran abundancia de nombres en España como en Portugal, como Mira, Mier, Miera, Mieres, Mera, Mérida o Miranda. Por su parte Francisco Piqué Más piensa que su origen estaría en el antropónimo de Banü Amira, uno de los linajes que durante los primeros tiempos de la islamización tuvieron una importante presencia en la región de Santaver, región a la que por entonces pertenecía todo el territorio de Mira.
(I) El erudito etimólogo Joan Corominas comenta: “Y pasemos a Miranda, acerca del cual cabe también vacilar. Se trata de un vocablo vivo y ya antiguo como apelativo, por lo menos en lengua de Oc, en el sentido de ʿmirador, lugar de buena vistaʾ...”. Prosigue el autor con ejemplos occitanos y concluye en este punto: “... pero no cabe duda que la idea básica es la de ʿmirador, atalayaʾ, como la define Mistral...”. Tras englobarlos a todos en un posible origen occitano no duda en la procedencia inicial latina “... MIRARI con el sufijo nominal romance -ANDA”.
Quien “navegue” en Internet obtendrá toda clase de argumentos ya que, por ejemplo, no todas las raíces mira están en lugares altos, fluviales, panorámicos, etc. Dado que se dan también en genealógicos nominales (Miro, Teodomiro) y cognominares (Mira, Miras, Mirás), vendría al momento añadir una posible herencia en este punto. Inicia Plinio:
“Más allá de las desembocaduras del Istro, el campo abierto está habitado por pueblos generalmente descritos como escitas; pero la costa marítima estuvo antiguamente poseída por varias naciones; a saber: a veces por los Getas, que los romanos llaman Dacios (378); a veces por los Sármatas (380), a quienes los griegos llaman Sauromatas (381), o por algunas de las tribus de estos últimos, como los Amaxobios (382), o los Aorsos... [Notas] (380) Sármatas vienen del griego Arma [ἅρμα ] un carro... (382) Es decir, que viven en carros [también del griego ámaxa, ἅμαξα carro, carreta, coche  y bíos, βίος vida, existencia ]; este nombre es equivalente a Sármatas”.
En la traducción biográfica del Gran Tamerlán, Gaspar de Baeza añade también sobre los amaxobios datos interesantes desde Oriente:   
“El Taborlan señor de los Tartaros, que por su inaudita crueldad y fiereza, y fuerças monstruosas fué llamado terror del mundo y ruyna del Levante... le llamaban Temir Cuthlan, que en tartaro quiere dezir hierro dichoso. Dizen que el Taborlan era hombre baxo de Samarcanda, ciudad cabo el rio Iaxarte, cercana a la provincia Sogdiana... Fueron en su exercito los Sogdianos, Aracosios, Bactrianos, y Hircanos, a todos los quales los barbaros llaman oy de un nombre Zagatays. Fueron con el las Hordas de Tartaros, que moran dende el rio Iaxarte, hasta el rio Volga, y dende el río Volga hasta la ciudad de Mosca.
¶ Son Hordas esquadrones o manadas de Tartaros, que no teniendo assiento cierto, andan siempre de una parte a otra por desiertos de infinita grandeza hasta el monte Imao, y los antiguos los llamaban Amaxobios, porque viven en carros, cubiertos de fieltros contra el frío...”.
Pero el argumento que toma más peso es esta curiosísima narración de Argote de Molina que cubre las anotaciones del viaje que hizo hasta Samarcanda Ruy González de Clavijo, embajador del rey Enrique III de Castilla, con valija diplomática y presentes, para el Gran Tamerlán. En este extenso recorrido (principios del s. XV), Clavijo menciona varios nombres de parientes del emir tártaro tales como: Miaxa Mirassa (hijo mayor, p. 49), Iança o Jança Mirassa (nieto, p. 62), Homar Mirassa (nieto, p. 63), Zuleman Mirassa (este como privado y yerno de Tamerlán, p. 34), así como otros más; este título o adjetivo (Mirassa) añadido al nombre, quizá halle traducción en idiomas relacionados con las etnias amaxobias que componían el ejército del líder tártaro; así en kirguís (trad. Google) myras, мурас; en tatar o tártaro (trad. Google) miras, мирас; en turco (el imperio otomano de Bayaceto I fue derrocado por el Gran Tamerlán en una cruenta batalla, aparte, el turco es también una rama de las lenguas túrquicas), —el inglés inheritance  [herencia] se traduce en turco mīrāss—; en turcomano (trad. Google) miras; en tayiko (trad. Google) meros, мерос; en uzbeko (trad. Google) meros. Todas estas etimologías del ámbito timúrida se traducen en «herencia». 
La madre del rey Enrique III de Castilla fue Leonor de Aragón, que apunte o no relación con la custodia del castillo de Mira (en algún tiempo de dominio noble aragonés), quizá sea difícil de demostrar documentalmente. Dos embajadores enviados anteriormente por el rey castellano que coincidieron en Ankara en la batalla del Gran Tamerlán contra Bayaceto I, fueron Payo Gómez de Sotomayor y Hernán Sánchez de Palazuelos; como se hallaron en el bando del emir tártaro y este ganó la batalla, envió en favor de ellos y del rey Enrique III junto a su emisario, Mahomad Alcagi, a dos mujeres (tal vez entre otras más) descendientes de la realeza greco-húngara, que Bayaceto I había tomado como esclavas en su harén propio, fruto de enfrentamientos europeos. Ambas a la llegada a España se desposaron con nobles españoles y cambiaron su nombre por los de Doña Angelina de Grecia y Doña María Gómez. Sigue una relación detallada (entre luces y sombras históricas) de Argote de Molina  sobre estas dos damas y sobre sus esposos, y destaca en descripciones la de Payo Gómez de Sotomayor y su legado gallego;  y no viene de más concluir con la gran afluencia de apellidos Mirás que se dan en esta región del finis terrae  hispano.  (II)
De (I) a (II) datos tomados del ensayo Vástagos de Hércules (pendiente de edición).  

## Geografía
El pueblo de Mira está situado en la falda de la ladera de un monte, en la comarca de la Serranía Baja de Cuenca. La vegetación autóctona está representada por pinos de distintas especies, abundante matorral mediterráneo y plantas aromáticas silvestres, principalmente. Los cultivos agrícolas de tipo leñoso más destacados en Mira son los viñedos, almendros, frutales y olivos. También se cultivan cereales como el trigo y la cebada, y abundantes huertas cercanas al río Ojos de Moya que cruza el pueblo (denominándose a partir de ahí como río Mira) y riega los campos hasta desembocar en el embalse de Contreras.
| Noroeste: Villar del Humo                          | Norte: Henarejos y Garaballa             | Noreste: Talayuelas           |
| Oeste: Cañavedija, Víllora, Narboneta y Enguídanos |                                          | Este: Aliaguilla y Sinarcas   |
| Suroeste: La Pesquera y Minglanilla                | Sur: Villargordo del Cabriel y La Cañada | Sureste: Camporrobles y Utiel |

El municipio tiene una superficie de 212,86 km², le convierte en el séptimo más extenso de la provincia, por detrás de Cuenca, Huete, San Clemente, Iniesta, Las Pedroñeras y Campos del Paraíso.

### Orografía
Su término municipal es bastante agreste y con un desnivel de 808 m. La elevación más importante es el pico Cabero (1398 m s. n. m.) y el punto más bajo se sitúa en el Pajazo (590 m s. n. m.), junto a la ribera del río Cabriel. En la siguiente lista están las principales elevaciones del municipio:
- El Cabero (1398 m s. n. m.)
- El Rebollo (1324 m s. n. m.)
- Los Molones (1135 m s. n. m.)
- El Labajo blanco (1038 m s. n. m.)
- El Alahud (1007 m s. n. m.)

### Hidrografía
Por el término municipal de Mira discurren dos ríos:
- El río Ojos de Moya/Mira atraviesa prácticamente el término de norte a sur; entra en el territorio muy cerca del lugar conocido como la peña del carro, cruza el casco urbano de la población (denominándose a partir de ahí como río Mira) y finaliza su vida en el sur, tributando sus aguas en el Cabriel. Cerca del Molino de Fermín, a unos 2 km río abajo de la población, se inicia una hoz de gran belleza que puede ser visitada siguiendo un agradable paseo botánico señalizado.
- El río Cabriel pasa por el suroeste, sirviendo de frontera natural del término.

### Clima
Cuenta con una climatología de tipo continental, con veranos cálidos e inviernos fríos, aunque con matiz mediterráneo. Mira cuenta con una estación de meteorológica automática perteneciente a la red de la Agencia Estatal de Meteorología.

### Núcleos de población
Pertenecen al municipio de Mira las pedanías de La Cañada de Mira y Cañavedija. Hasta la década de 1960, existieron las pedanías de la Fuencaliente, el Panizar y el Cañaveral, que fueron desalojadas y posteriormente inundadas por las aguas del embalse de Contreras.

## Historia

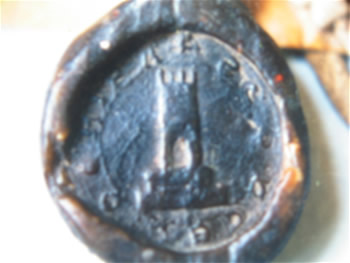
Sello concejil de Mira del

De tiempos de la dominación musulmana no hay restos ni vestigios, exceptuando el sistema de regadío de las huertas que mantiene su estructura original sin sufrir apenas cambios, pero en lo alto del cerro a cuyos pies se halla el pueblo hubo un castillo, enclave defensivo del paso hacia Valencia. Ya en esta época Mira era dependiente de la ciudad de Requena. El castillo de Mira fue conquistado a los moros por el arzobispo de Toledo, Rodrigo Jiménez de Rada en 1219. Dos años después, en 1221, el mismo arzobispo toledano entrega el castillo en feudo al noble aragonés Gil Garcés de Azagra, sobrino de los dos primeros señores de Albarracín.
La carta del Concejo de Teruel de 1252 es una carta de alianza entre el Concejo de Teruel y el de Mira sobre deudores y fianzas, y que informa de Gil Garcés II como dueño y señor de Mira. La carta se autentifica con un sello de cera del concejo municipal y del que hoy se ha elaborado el escudo de la Villa.
En un momento todavía no determinado, Mira deja de tener un señor y pasa a realengo. Posteriormente según el privilegio dado en Toledo por Alfonso X el Sabio el 6 de febrero de 1260, la villa de Mira pasa a ser agregada a la Comunidad de Villa y Tierra de Requena, quedando como aldea suya.
En el siglo XV Mira sigue considerado como lugar de Requena aunque con Concejo propio. El siglo XVI entra en Mira marcado por el nacimiento, el 25 de marzo de 1500, de Antón Martín, uno de sus hijos más ilustres, primer seguidor de la obra de san Juan de Dios y fundador de varios hospitales en Madrid. En este siglo se construye la ermita de la Piedad. En 1537, Carlos I otorgó a Mira jurisdicción propia con el término que tenía cuando era aldea de Requena que por esta real provisión deja de serlo.
Los siglos XVII y XVIII consolidan la población y su urbanismo y es cuando se construye el edificio del Ayuntamiento en la Plaza de la Villa, y la iglesia parroquial en honor a la Asunción de Nuestra Señora. Se sospecha que para estas obras se utilizaron materiales tanto del castillo como de antiguas ermitas. Actualmente en el cerro donde estaba el castillo, solamente queda la boca de un gran pozo que cuenta la leyenda que desde él se inicia un túnel que baja por el interior de la montaña hasta el río Mira. Ese pozo es conocido en el pueblo con el nombre de Pozo Mortero.
Como en el resto de la comarca el siglo XIX lo marcó la invasión napoleónica y las guerras carlistas, mientras que el siglo XX, tras la guerra civil y el período posterior de actividad de los maquis, de tanto interés en toda la zona, la despoblación hacia las grandes ciudades como Valencia y Barcelona fue el elemento predominante.

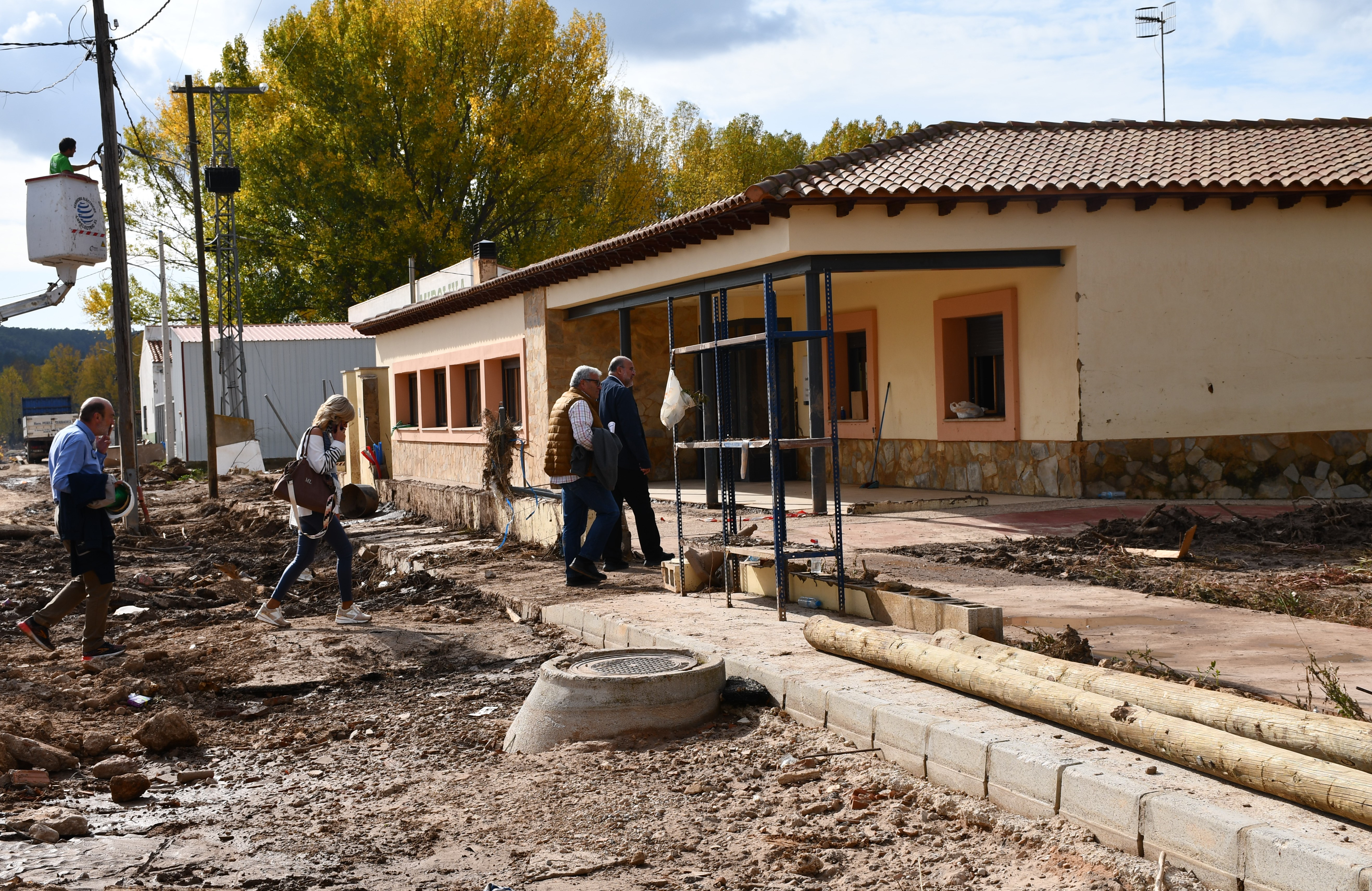
Calle de Mira unos días después de las inundaciones de octubre de 2024

Las inundaciones de octubre de 2024 provocaron una víctima mortal y la afectación de más de un centenar de inmuebles.

## Demografía
| Gráfica de evolución demográfica de Mira (Cuenca) entre 1591 y 2022 |
| |
| Número de habitantes según el Libro de los millones en el siglo XVI. Número de habitantes según el censo de Floridablanca en el siglo XVIII. Número de habitantes según el Diccionario geográfico-estadístico de España y Portugal de 1829. Población de derecho (1857-1897) según los censos de población del INE del siglo XIX. Población de derecho (1900-1991) o población residente (2001) según los censos de población del INE. Población según el padrón municipal de 2022 del INE. |

Mira cuenta con una población de 921 habitantes (INE 2024).
| Gráfica de evolución demográfica de Mira entre 1842 y 2021 |
| |
| Población de derecho según los censos de población del INE Población de hecho según los censos de población del INEEntre el censo de 1857 y el anterior, crece el término del municipio porque incorpora a Narboneta Entre el censo de 1930 y el anterior, disminuye el término del municipio porque independiza a Narboneta |

Entre el censo de 1857 y el anterior, crece el término del municipio porque incorpora a Narboneta.
Entre el censo de 1930 y el anterior, disminuye el término del municipio porque independiza a Narboneta.

## Economía
La economía mireña está basada fundamentalmente en la agricultura. Los cultivos agrícolas de tipo leñoso más destacados en Mira son los viñedos, almendros, frutales y olivos. También se cultivan cereales como el trigo y la cebada, y abundantes huertas cercanas al río Ojos de Moya que cruza el pueblo (denominándose a partir de ahí como río Mira) y riega los campos hasta desembocar en el embalse de Contreras. Su distribución y venta está controlada por dos cooperativas, una la Cooperativa Agrícola San Antonio Abad, elabora y vende vinos, y ofrece suministros y servicios a sus socios y, otra, la Sociedad Cooperativa Miroliva, que produce un excepcional aceite de oliva virgen extra. También existen cooperativas forestales, dedicadas a trabajos y servicios forestales, varias granjas cunícolas, granjas avícolas, de cerdos y otra de gallinas, así como diferentes servicios y comercios dentro de la localidad.
No podemos olvidar que en Mira hay una cerámica casi centenaria que da trabajo a 45 personas fijas además de otra decena de autónomos que trabajan a tiempo completo para dar servicio de logística.
Esta empresa es Cerámicas Mira, que lleva el nombre de Mira por toda la geografía Española.
Sus excelentes productos son reconocidos por sus clientes y demandados diariamente.

## Comunicaciones
Carreteras
Por el término de Mira circulan las siguientes carreteras:
- CM-2109: enlaza Mira con Camporrobles por el este y con Carboneras de Guadazaón por el oeste
- CM-2200: enlaza Mira con Landete

Autobuses
- Mira-Cuenca
- Mira-Valencia

Ferrocarril
Cuando en 1947 fue inaugurada la línea ferroviaria Madrid-Cuenca-Valencia, Mira contó con una estación propia, sin embargo debido a su localización distante del núcleo urbano y su mal acceso, pronto cayó en desuso y fue abandonada en favor de la estación de tren de Camporrobles, situada a 10 km de distancia y donde actualmente tienen parada los trenes de las líneas L6 y R5 de los servicios de Media Distancia.

## Símbolos
Escudo
El escudo actual, elaborado en el año de 1996, está basado en un antiguo sello concejil de Mira del año 1252. Este sello constituye desde luego un inestimable testimonio a la hora de crear el escudo de armas. Pero mayor interés estiba en que marca el límite meridional de la difusión de un tipo de sello concejil arraigado en Aragón a principios del siglo XIII, bien diferenciado del que por entonces era común en los concejos castellano-leoneses. Son sellos de una sola cara y de módulo mediano, semejante a los que vemos en países ultrapirenaicos. En Castilla y León eran habituales los bifaces de mayor módulo. El origen aragonés queda confirmado en el caso del sello de Mira, pues el documento antes citado es un convenio con el Concejo de Teruel, que por cierto poseía en 1217 un sello análogo.
En el sello se aprecia una torre de vigía alzada sobre una base o recinto de dos alturas, rodeada por una leyenda del SCONCEL de Mira, o sea, S.(igillum) CONCELLO MIRA, finalizando o empezando con una cruz patada. En definitiva, las armas de Mira quedan: de verde, una torre de plata aclarada del campo.
Bandera
La bandera de Mira, es cuadrada de color blanco, con el escudo de armas en su centro.

## Administración y política
| Periodo   | Nombre                                    | Partido   |
| --------- | ----------------------------------------- | --------- |
| 1979-1983 | Carlos González García Julián Martínez    | UCD       |
| 1983-1987 | Jesús Turégano Montes                     | AP-PDP-UL |
| 1987-1991 | Jesús Turégano Montes                     | AP        |
| 1991-1995 | Fernando Nieto Alcalá                     | PP        |
| 1995-1999 | Fernando Nieto Alcalá                     | PP        |
| 1999-2003 | Fernando Nieto Alcalá                     | PP        |
| 2003-2007 | José Antonio García-Carpintero Vilrreales | PSOE      |
| 2007-2011 | José Antonio García-Carpintero Vilreales  | PSOE      |
| 2011-2015 | José Antonio García-Carpintero Vilrerales | PSOE      |
| 2015-2019 | José Antonio García-Carpintero Vilreales  | PSOE      |

| Legislatura | Alcalde                          |
| ----------- | -------------------------------- |
| 1900-1902   | Ramón Valero Esteban             |
| 1902-1912   | Luciano Terrádez Esteban         |
| 1912-1914   | Constantino Terrádez Huerta      |
| 1914-1916   | Gregorio Saiz Huerta             |
| 1916-1918   | Gaspar Fuentes Montero           |
| 1918-1921   | Daniel Fernández Terrádez        |
| 1921-1923   | Francisco Fernández Plaza        |
| 1923-1923   | Juan Francisco López Pérez       |
| 1923-1924   | Manuel Francisco Ochando Solsona |
| 1924-1925   | Juan José Pedrón Martínez        |
| 1925-1927   | Miguel Martín Gómez              |
| 1927-1929   | Cancio Valero Mañas              |
| 1929-1931   | Eugenio Sánchez Terrádez         |
| 1931-1932   | Jesús Castellano Sánchez         |
| 1932-1933   | José Baeza Núñez                 |
| 1933        | Julián Ibáñez Ruiz               |
| 1933-?      | Julián Pérez Lava                |
| 1936-1937   | Ángel Pérez Martínez             |
| 1937-1938   | Auspicio Gómez Alcalá            |
| 1936-1937   | Timoteo Carrión Ochando          |
| 1938-1939   | Auspicio Gómez Alcalá            |
| 1939-1957   | Evencio Tortajada Andújar        |
| 1957-1965   | José María Ruiz Ibánez           |
| 1965-1974   | Manuel Conde Ibánez              |
| 1974-1977   | José Pedrón Sierra               |

| Año  | Alcalde                                       |
| ---- | --------------------------------------------- |
| 1538 | Marco Valero                                  |
| 1543 | Martín Gómez                                  |
| 1573 | Sevastián de Erive y Pedro García             |
| 1627 | Diego Ruiz y Vicente García                   |
| 1646 | Francisco Campillos y Mateos Sánchez Conde    |
| 1737 | Pedro Ruiz y Esteban Navarro                  |
| 1753 | Esteban Navarro de Esteban y Pedro de Fuentes |
| 1800 | Jayme Fuentes García                          |
| 1804 | Juan Martínez Domínguez                       |
| 1857 | Hilario Sánchez                               |
| 1876 | Remigio Sánchez                               |
| 1883 | José Navarro García                           |
| 1885 | José Ruiz                                     |
| 1887 | Tomáz Pérez                                   |
| 1890 | Ramón Valero Esteban                          |
| 1894 | José Moya                                     |

## Servicios
Mira cuenta con suficientes infraestructuras y servicios para toda la población, tiene farmacia y centro de salud (24 horas), un Centro Social Polivalente, Biblioteca, Centro de internet, instalaciones deportivas, asistencia de servicios sociales varios, piscina municipal y un conjunto urbanístico.
Respecto a la seguridad de la localidad, cuenta con Cuartel de la Guardia Civil.

## Cultura

### Patrimonio

#### Patrimonio religioso

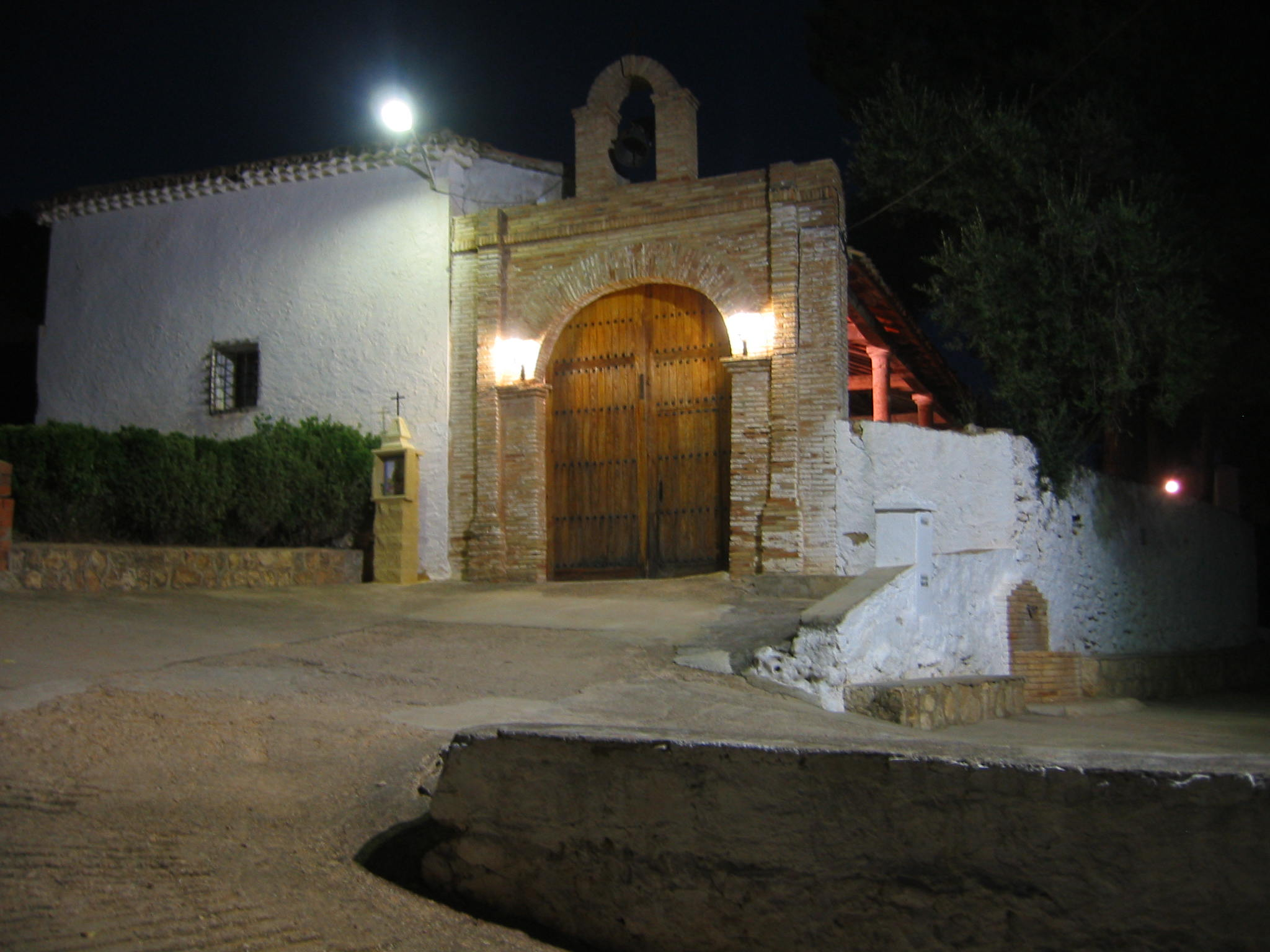
Ermita de la Piedad

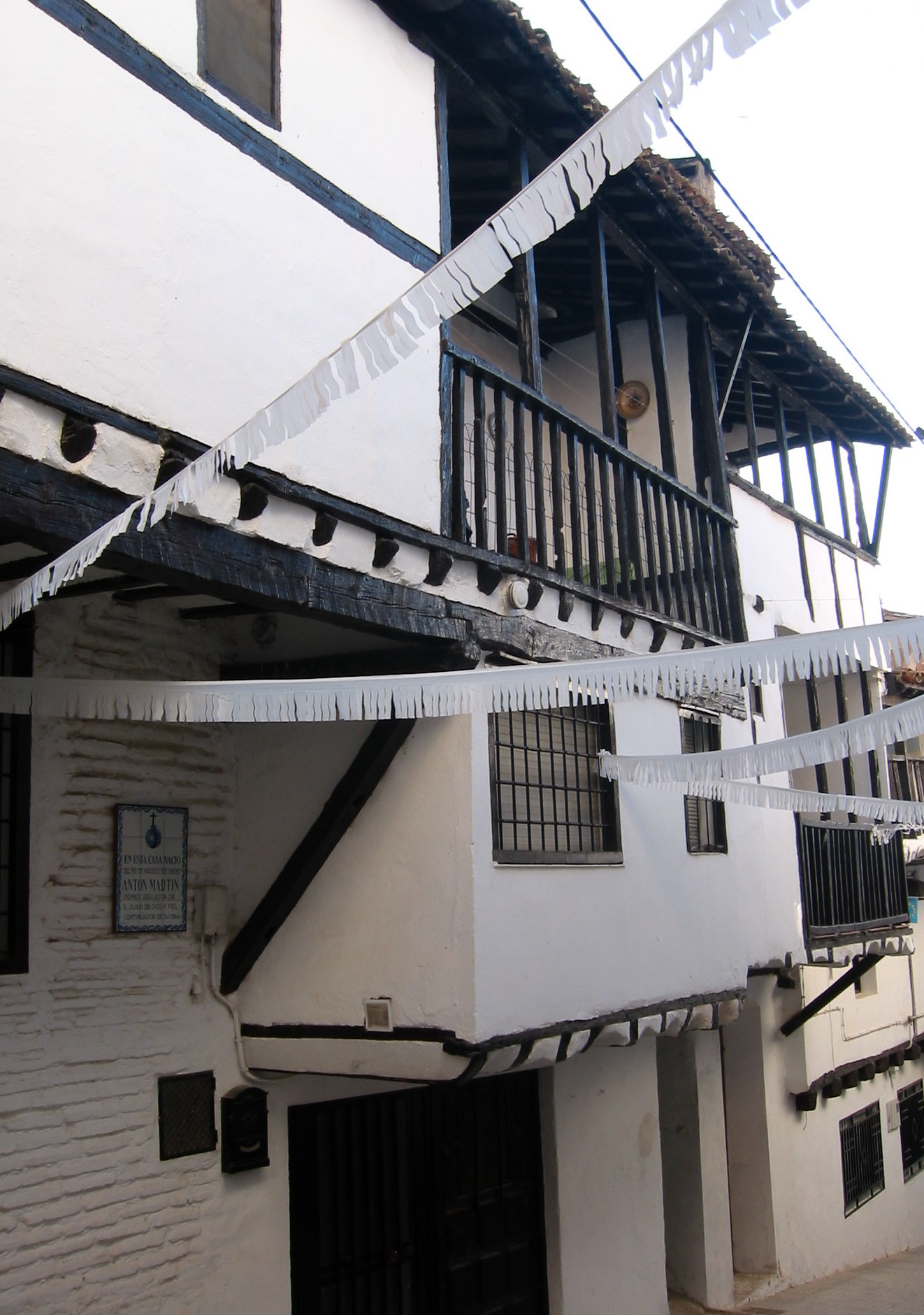
Casa de Antón Martín

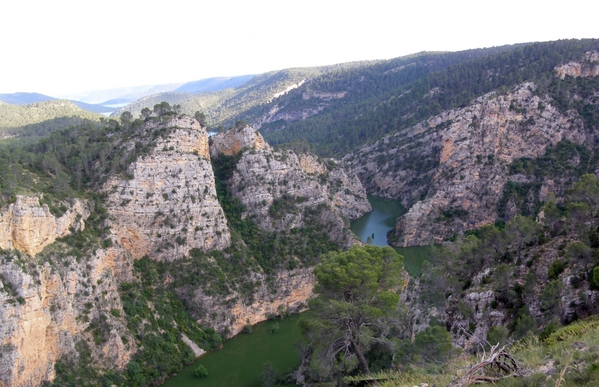
Hoces del río Mira

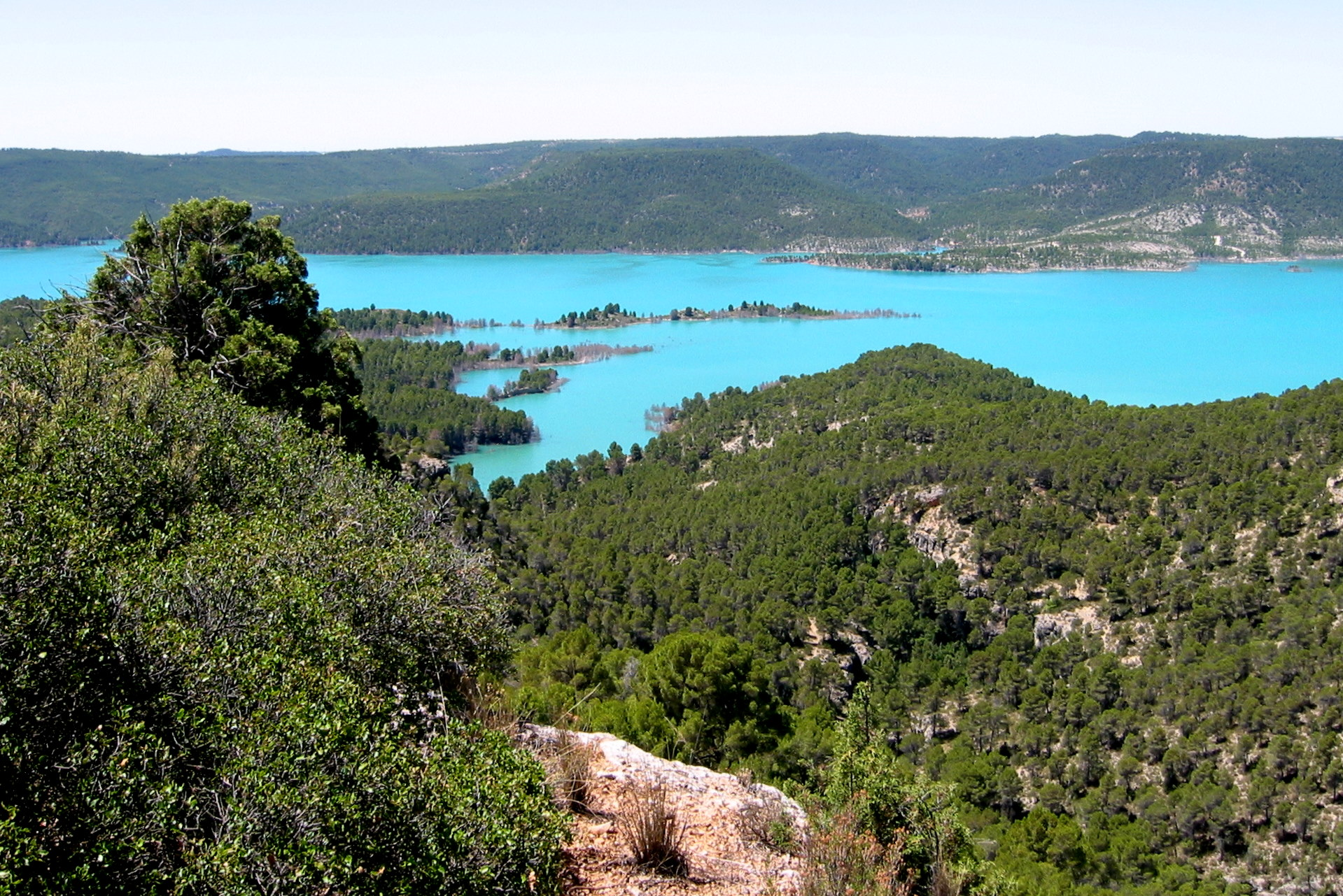
Embalse de Contreras

- Iglesia de Nuestra Señora de la Asunción: La iglesia consta de una sola nave en forma de salón con ábside de tres lados que cubren tres lunetos. Pilastras con moldura rehundida y capiteles corintios. De todo ello, parece deducirse que la construcción se adjudicaría en el siglo XVI, con reminiscencias del gótico por el ábside; la decoración interior tendría influencia del siglo XVIII.
- Ermita de la Piedad: A la salida del pueblo de Mira, hacia el norte, por el camino de la Piedad, subiendo el río Ojos de Moya, se encuentra la ermita de la Piedad, edificación religiosa que data del siglo XVI. Es de una sola nave y está construida con cal y canto. Lo más destacado de este templo es su corredor lateral por el que se accede, cubierto y apoyado en columnas toscanas y solería de canto rodado, de construcción posterior, tal vez del siglo XVIII. Al exterior, una puerta en arco de medio punto de ladrillo y, en lo alto, un pequeño campanil con una campana.
- Cueva Santa del Cabriel: La Cueva se encuentra situada en la Serranía Baja de Cuenca, sobre uno de los frecuentes barrancos de la margen izquierda del río Cabriel, en el límite occidental del término municipal de Mira. El uso prehistórico de la Cueva era conocido desde antiguo, conservándose diversos materiales, entre los que destacan una serie de vasos caliciformes de época ibérica, en el Museo de Cuenca. A partir de la reconquista de la zona, sería de nuevo frecuentada, remontándose las primeras referencias sobre el tema al siglo XIV, momento en que pasó a convertirse en un santuario mariano, recuperándose como lugar de culto. Todos los años el segundo domingo de mayo se realiza una Romería a la Cueva Santa. La romería se divide en dos partes, una religiosa, en la que se celebra una Misa en el exterior de la cueva y una más lúdica consistente en un almuerzo de todos los vecinos que da paso a la música y los bailes populares.[21]

#### Patrimonio civil
- Conjunto urbano: El antiguo entramado urbano que se desarrolla por callejones estrechos y empinados contiene bellos ejemplos de arquitectura popular.
- Casa de Antón Martín: La casa donde nació y vivió hasta su salida del pueblo uno de los personajes más destacados de la historia de Mira, Antón Martín. Es de tipología constructiva serrana con viguería y balcones de madera salientes a la calle, puertas bajas y ventanas pequeñas, mantiene la belleza plástica y nostálgica que le otorga el tipismo de su arquitectura popular.
- Ayuntamiento: Se debió de construir en el siglo XVII, cuando Mira deja de ser aldea de Requena y se constituye como villa con jurisdicción ordinaria, civil y criminal. Se sospecha que las columnas que hay en los soportales bien pudieron ser las columnas de un atrio cubierto que tendría la antigua Iglesia o ermita de Santa Quiteria, situada presuntamente en la calle con el mismo nombre.
- Estación de Mira: La abandonada estación de ferrocarril está situada a 6 km al sur del núcleo urbano. Como todas las estaciones originales del tramo Cuenca-Utiel, fue diseñada por Secundino Zuazo.
- Viaducto de Mira: El viaducto del ferrocarril Valencia-Cuenca supera la expectación previa de cualquier visitante. Con cinco grandes arcos, todos ellos iguales, y un sexto de menor tamaño, la estructura salva el vacío que deja el cauce encañonado del río Mira, a pocos metros de un poblado abandonado, conocido por Villa Paz.
- Viaducto de los Arenales: El viaducto de los Arenales o la Cortada es parte de la línea de tren Cuenca-Valencia, consta de cinco arcos de 12 m de luz, cerca de 100 m de longitud, contando los muros de contención previos a los arcos, y una altura máxima de 25 m.

#### Patrimonio natural
- Sierra de Mira: Sistema montañoso que comienza en las elevaciones situadas entre Camporrobles y Mira, en el límite de las provincias de Valencia y Cuenca. Desde sus elevaciones se pueden tener unas magníficas vista de la zona, como también disfrutar de una gran riqueza y variabilidad en cuanto a flora y vegetación.[22]
- Hoces del río Mira: Se trata de una serie de cañones con forma de hoz con una abundante vegetación sumergida, que sirve de base ecológica para albergar una rica fauna piscícola. También alberga una extensa y rica vegetación rupícola y de ribera, que acoge a multitud de especies animales, propias de la serranía (ciervos, jabalíes, azores, águilas imperiales, buitres leonados, zorros, tejones, garduñas, etc.).
- Fuente del Rebollo: Manantial natural situado en la sierra de Mira. El paraje es completamente de monte, de pinos y matorrales, de vegetación autóctona, salvaje. Hay habilitada un área recreativa y de descanso.
- Fuente del Buitre: Manantial natural situado en la sierra de Mira.
- Mirador de las tres cruces: Mirador situado en lo alto del cerro donde antiguamente había un castillo y desde donde se puede obtener una bonita visión del pueblo.
- Embalse de Contreras: Su construcción fue realizada en el año 1972 sobre una superficie de 2748 hectáreas. Se ubica en las vegas del río Cabriel. Sus aguas permiten baños, pesca y el ejercicio de actividades y deportes acuáticos.
- Los Altares: Desfiladero de tierras rojas, formada por la erosión de años, por acción del viento y del agua.

#### Patrimonio arqueológico
- Yacimiento Los Castellares: Por el camino de Hoya Hermoso, valle de gran belleza donde se cultivan cereales y viñas, se accede a un monte pedregoso donde alguna tribu prerromana fortificó su asentamiento utilizando la propia roca del lugar como elemento primordial de defensa, desde donde dominar el horizonte.
- Yacimiento El Molón II: Pequeño asentamiento fortificado prerromano situado en las estribaciones de la Sierra de Mira, que constituye el principal accidente geográfico de la zona, claramente vinculado con su homónimo valenciano (El Molón de Camporrobles).

#### Patrimonio custodiado
- Vasos caliciformes: En los trabajos arqueológicos realizados en el interior de la Cueva Santa, se hallaron diversas piezas, entre los que destacan una serie de vasos caliciformes de época ibérica, que se conservan en el Museo de Cuenca.
- Urnas cinerarías: En La Cañada de Mira fueron encontradas varias urnas cinerarías con ajuar de época íbera (siglo VI-I a. C.). Actualmente se encuentran en el Museo Municipal de Utiel.
- Privilegio de entrega en feudo del castillo de Mira a Gil Garcés: Este manuscrito fue realizado el 30 de septiembre de 1221 por orden del arzobispo de Toledo, don Rodrigo Jiménez de Rada, para oficializar la entregar en feudo de los castillos de Mira, Santa Cruz (Santa Cruz de Moya) y Serreilla al noble aragonés Gil Garcés de Azagra. El documento se encuentra en el archivo de la catedral de Toledo.
- Sello concejil: El sello concejil de Mira del año 1252, constituye un interesante objeto que marca el límite meridional de la difusión de un tipo de sello concejil arraigado en Aragón a principios del siglo XIII, bien diferenciado del que por entonces era común en los concejos castellano-leoneses. El sello se conserva en el Archivo Histórico Provincial de Teruel.
- Privilegio de agregación de Mira al alcázar y villa de Requena: Este manuscrito fue realizado en Toledo el 6 de febrero de 1260 por Alfonso X, para oficializar la agregación de Mira al alcázar y villa de Requena. Una copia del documento original realizado en la segunda mitad del siglo XVIII se encuentra en el Archivo Municipal de Requena.

### Fiestas
- Corpus Christi: Es la fiesta mayor de Mira. En la procesión del Cuerpo de Cristo participan los niños y niñas de primera comunión, las autoridades, la reina de las fiestas y su corte de honor, la Banda de Música y los fieles. En el recorrido de la procesión los vecinos suelen preparar «mesas» o altares donde el sacerdote, que realiza la procesión bajo palio, posará la custodia procesional y hará sus bendiciones.
- San Antón: El día 16 de enero por la noche se hacen hogueras en las calles del pueblo. Alrededor de las hogueras los vecinos se reúnen y realizan algún asado sobre las ascuas para cenar. El día de la fiesta, el 17 de enero, se celebra misa y procesión, y es la fiesta de la Cooperativa Vitivinícola, que lleva el nombre del santo. Antiguamente se ofrecían regalos al santo y se subastaban junto al gorrinillo de San Antón.
- San Sebastián: Patrón de la localidad. El día 20 de enero se celebra misa en honor al santo mártir. Los niños y jóvenes celebran el día de la zahora, pasando el día en casas viejas donde comen, juegan y se divierten libremente, juegan a ser mayores.
- La Asunción: Se celebra el día 15 de agosto. Se hace misa en honor a la Asunción y una ofrenda floral. Después es costumbre ir a comer al campo, a cualquiera de los maravillosos parajes naturales del entorno mireño. Como es tiempo de verano casi toda la gente que sale lleva para comer melón y sandía, por ello entre los jóvenes del pueblo se conoce este día festivo en el campo como «el día del melón».
- Carnaval: Algunas de las asociaciones del municipio, preparan los dos desfiles, del sábado y del domingo de Carnaval, en los que todo aquel que quiera podrá participar, disfrazarse y divertirse. El domingo, al finalizar la cabalgata festiva el Ayuntamiento reparte chocolate caliente a todos los participantes. El sábado de madrugada en el baile, se celebrar el concurso de disfraces, un acto muy participativo.

### Camino de Santiago
Mira es una de las etapas del Camino de Santiago de la Lana desde Valencia.

### Camino de la Vera Cruz
Este camino de peregrinación se inicia en Puente la Reina (Navarra) y termina en la ciudad murciana de Caravaca de la Cruz. Su trazado recupera el camino que habría seguido la astilla del Lignum Crucis en su llegada a Caravaca de la Cruz hace ocho siglos, recorriendo para ello los cerca de 800 km que separan Puente la Reina de la Ciudad Santa murciana. El Camino discurre por el término municipal de Mira y su trazado está totalmente señalizado.

### Gastronomía
Su gastronomía tradicional se compone principalmente de platos fuertes, como el conejo de monte al vino tinto, el morteruelo o el gazpacho manchego de liebre o perdiz. En el apartado de postres, cabe destacar el alajú o las riquísimas pelotas de cocido en dulce.

### Deporte

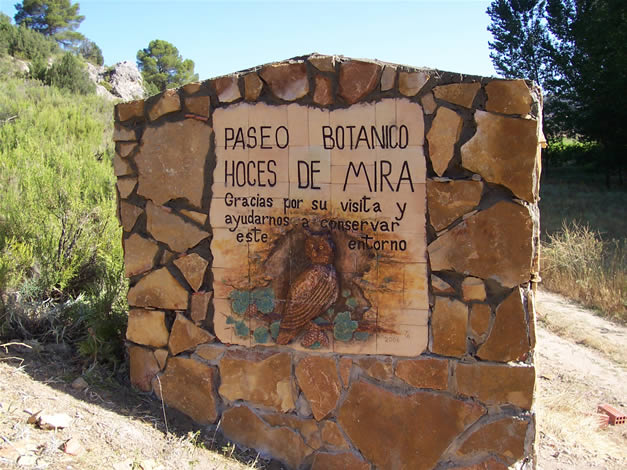
Paseo botánico Hoces de Mira

#### Ciclismo / Mountain Bike / Cicloturismo
- Marcha MTB de Mira: Anualmente se celebra una marcha organizada por MTB Mira
- MTB: Ruta Camporrobles / Mira / El Molón (poblado íbero)
- MTB: Ruta Ribera del río Mira y subida a los Molones
- MTB: Ruta Aliaguilla / Mira
- MTB: Ruta La Cañada / Mirador cerro carril / Los Charandeles / La Cañada
- MTB: Ruta circular de la IV edición de la marcha de Mira
- MTB: Ruta Mira / Enguídanos
- MTB: Ruta Mira / Cueva Santa del Cabriel

#### Senderismo
- SL-06 Paseo botánico Hoces de Mira: este sendero señalizado recorre un pequeño tramo de las Hoces del río Mira, discurriendo paralelo al río para luego ascender a la parte alta de los farallones y regresar al punto de partida de la Hoz. Su distancia y duración son de 2 kilómetros/35 minutos aproximadamente, sin contemplar las paradas para observar la vegetación y el entorno.
- GR-64 Recorrido Mira-Enguídanos: esta bonita ruta, también señalizada, discurre la mayor parte del tiempo entre las paredes calizas y un espeso bosque. Su distancia y duración son de 25 kilómetros/5,5 horas aproximadamente.
- La Cañada Real del Reino:[24] vía pecuaria que en su paso por el término de Mira tiene una longitud de 12750 metros.
- La Cañada Real número doce o del Collado de Pedro Chova:[25] vía pecuaria que en su paso por el término de Mira tiene una longitud de 5000 metros.
- Ascensión al Pico Cabero y Pelado: ruta se inicia en la población de Mira (Cuenca) para ascender al Pico Cabero de 1398 m s. n. m. y al Pico Pelado de 1422 m s. n. m., localizados en la Sierra de Mira, sistema montañoso perteneciente al sistema Ibérico.
- Ascensión a la Fuente del Rebollo: ruta que se inicia en la población de Mira (Cuenca) para ascender al manantial natural de la Fuente del Rebollo.
- Ruta Mira-Viaducto Villapaz: la ruta se inicia en la población de Mira para finalizar en el viaducto de Villapaz. Durante todo el trayecto se disfruta de las Hoces del río Mira.

#### Piragüismo
- Entre Garaballa, Mira y el embalse de Contreras, existen tramos de gran interés para la práctica del piragüismo de aguas bravas y/o aguas tranquilas.

#### Geocaching
- En el término de Mira se encuentran tres cachés: en las Hoces del río Mira, en la Cueva Santa y otro en la Fuente del Rebollo.[26]